# پال جی. تسار
پال جی. تسار (انگلیسی: Paul J. Tesar) یک دانشمند در زمینه زیست‌شناسی رشد اهل ایالات متحده آمریکا است. او استاد «روش‌های نوآورانه درمانی» در دانشکدهٔ پزشکی دانشگاه کیس وسترن رزرو است. تمرکز پژوهشی او بیشتر بر روی پزشکی ترمیمی است.

## زندگی حرفه‌ای
او که زادهٔ کلیولند، اوهایو و دانش آموختهٔ رشتهٔ زیست‌شناسی در دانشگاه کیس وسترن رزرو و دانشگاه آکسفورد است، در دوران دانشجویی مقاله‌ای نوشت که در آن برای نخستین بار یاخته‌های بنیادی به‌دست آمده از اپی‌بلاست را شرح داد که نوعی سلول‌های بنیادی پُرتوان (چندقُوه‌زا) است و بابت این کشف مهم، برندهٔ «نشان بدینگتون» از جامعه زیست‌شناسی رشد بریتانیا و جایزهٔ هارولد ام. واینتراب در مرکز پژوهش سرطان فرد هاچینسون شد.

## پژوهش‌ها
وی توانست روش‌هایی ابداع کند که بتوان با آنها رشد و بازسازی الیگودندروسیت‌ها و سلول‌های پیش‌ساز الیگودندروسیت (OPCs) را از سلول‌های بنیادی پُرتوان و سلول‌های پوست آغاز کرد. او همچنین موفق‌شده نوعی مغز انسان مینیاتوری و ساده موسوم به «نیمکُره‌های اُلیگوکورتیکال» بسازد که حاوی میلین باشد. وی توانست داروهایی بیابد که قادرند بازسازی میلین را تحریک کرده و روند فلج‌شدگی در موش‌های مبتلا به ام‌اس را معکوس سازند. علاوه بر اینها، وی با استفاده از کریسپر و درمان‌های آنتی‌سنس اولیگونوکلئوتیدی، میلین‌سازی را در موش‌های آزمایشگاهی مبتلا به بیماری پیلیتسئوس-مرتسباخر بازگرداند و طول عمر آنها را افزایش دهد.